# Hirtella zanzibarica
Espèce
Synonymes
- Acioa goetzeana Engl.[1]
- Hirtella zanzibarica var. cryptadenia Brenan[1]

Hirtella zanzibarica est une espèce de plantes à fleurs de la famille des Chrysobalanaceae.

## Publication originale
- Hooker's Icones Plantarum 12: 81, pl. 1193. 1876.